# Chalcides colosii
Espèce
Synonymes
- Chalcides ocellatus var. vittatus Boulenger, 1890

Statut de conservation UICN

 LC  : Préoccupation mineure
Chalcides colosii est une espèce de sauriens de la famille des Scincidae.

## Répartition
Cette espèce se rencontre dans le Nord du Maroc et dans les enclaves espagnoles de Ceuta, de Melilla et de Peñón de Tierra.

## Étymologie
Cette espèce est nommée en l'honneur de Giuseppe Colosi.

## Publication originale
- Lanza, 1957 : Su alcuni "Chalcides" del Marocco (Reptilia: Scincidae). Monitore zoologico italiano, vol. 65, p. 85-98.